# Anpartsselskab
 Denne artikel bør gennemlæses af en person med fagkendskab for at sikre den faglige korrekthed.

Et anpartsselskab (forkortet ApS) er et reguleret kapitalselskab, som medfører at ejerne (eller en enkelt ejer), kaldet anpartshaver(e), kun hæfter med indskudsbeløbet i modsætning til et interessentskab eller enkeltmandsvirksomhed, hvor ejer(ne) hæfter med hele deres formue. Andre forskelle er blandt andet, at regnskabet skal revideres af en registreret eller statsautoriseret revisor, med mindre at selskabet opfylder betingelserne for fravalg af revision der fremgår af nedenstående under punktet fravalg af revison.
Anpartsselskaber er, sammen med aktieselskaber, reguleret af Selskabsloven.

## Kapitalkrav
Ved selskabets stiftelse udstedes anparter og der er krav om, at den nominelle registrerede anpartskapital er mindst 20.000 kr. Den nominelle registrerede kapital må herefter aldrig komme under 20.000 kr., medmindre den samtidig forhøjes til mindst 20.000 kr. Anpartskapitalen opstår enten ved kontant indskud eller ved indskud af andre værdier end kontanter (apportindskud).
Konstaterer ledelsen i et anpartsselskab, at selskabets egenkapital udgør mindre end halvdelen af den tegnede kapital, eller mindre end kr. 10.000, skal ledelsen sikre, at der senest 6 måneder herefter afholdes generalforsamling. På generalforsamlingen skal ledelsen redegøre for anpartsselskabets økonomiske stilling og om fornødent stille forslag om foranstaltninger, der bør træffes, herunder eventuelt stille forslag om anpartsselskabets opløsning.

## Ledelse
Et anpartsselskab ledes af en direktion eller en bestyrelse eller en direktion og en bestyrelse. Har selskabet i de sidste tre år beskæftiget gennemsnitligt mindst 35 medarbejdere, har selskabets medarbejdere ret til at vælge bestyrelsesmedlemmer og selskabet har derfor pligt til at etablere en bestyrelse, hvis den kun havde en direktion.

## Revision
Et anpartsselskab der ikke opfylder betingelserne for fravalg af revision skal revideres af en registreret revisor eller en statsautoriseret revisor.
Et anpartsselskab kan fravælge revision, hvis de to år i træk ikke overskrider 2 af følgende størrelser – dvs. er en mindre virksomhed: 
- En balancesum på 4 mio. kr.
- En nettoomsætning på 8 mio. kr. og
- Et gennemsnitligt antal heltidsbeskæftigede på 12 i løbet af regnskabsåret
- En nystiftet virksomhed vil dog kunne fravælge revision, hvis den ikke overskrider to af de tre nævnte størrelser i det første regnskabsår.

Uanset størrelse kan erhvervsdrivende fonde ikke fravælge revision.

## Generalforsamlingen
Selskabets anpartshavere gør deres indflydelse gældende på generalforsamlinger, hvor der skelnes mellem ordinære og ekstraordinære generalforsamlinger. 

## Lignende selskabstyper i andre lande
- England Limited company kendes som Ltd.
- Schweiz Gesellschaft mit beschränkter Haftung kendes som GmbH
- Tyskland Gesellschaft mit beschränkter Haftung kendes som GmbH
- USA Limited liability company kendes som LLC
- Østrig Gesellschaft mit beschränkter Haftung kendes som GesmbH

## Fodnote
1. ↑  Erhvervsstyrelsen. "Anpartsselskab (ApS)". Virksomhedsguiden. Hentet 10. marts 2025.{{cite web}}:  CS1-vedligeholdelse: url-status (link)
2. ↑  "Erhvervsstyrelsen: Fravalg af revision". Arkiveret fra originalen 18. januar 2015. Hentet 7. marts 2013.

| Firma | Spire Denne artikel om et firma eller en virksomhed er en spire som bør udbygges. Du er velkommen til at hjælpe Wikipedia ved at udvide den. |